# 7078 Unojönsson
7078 Unojönsson eller 1985 UH3 är en asteroid i huvudbältet som upptäcktes den 17 oktober 1985 av den svenske astronomen Claes-Ingvar Lagerkvist vid Kvistabergs observatorium. Den är uppkallad efter den svenske astronomen Uno Jönsson.
Asteroiden har en diameter på ungefär 9 kilometer och den tillhör asteroidgruppen Nysa.